# 嘉铭中心

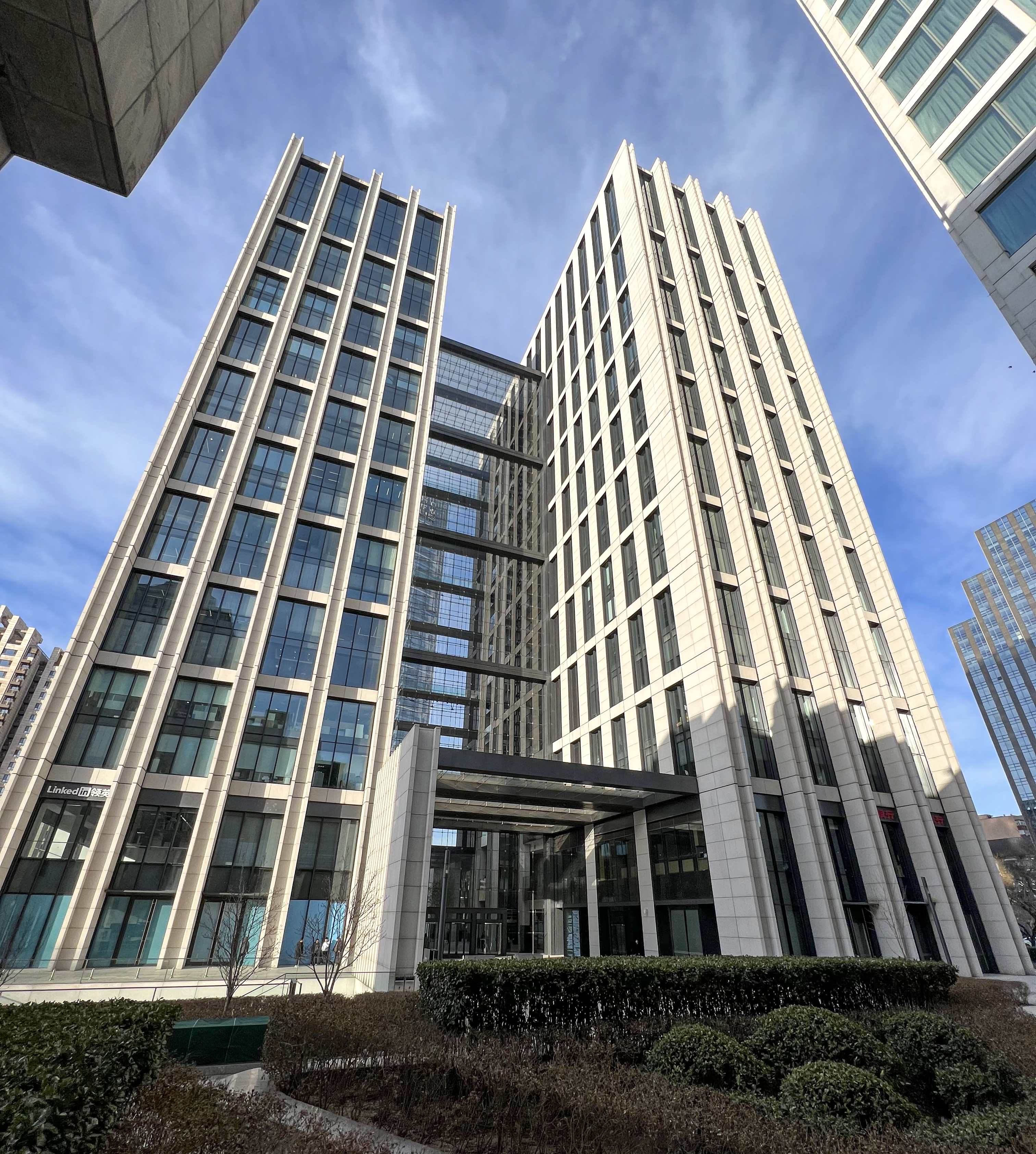
摄于2023年2月

嘉铭中心是一座位于北京市朝阳区东三环北路27号的写字楼，为由GMP建筑师事务所设计的百米联体双塔式建筑，地处CBD、燕莎、三里屯三大商圈及使馆交汇之核心，利用独有83米高全玻璃单索网幕阳光大堂，将两座国际甲级写字楼紧密相连。标准层层高为4.3米, 净高3.1米；行政层层高5.4米，净高4.2米。新风量达50立方米/小时/人。项目严格遵循全球领先的LEED-CS 金级环保认证标准，融合欧洲现代建筑艺术及先进科技，为精英企业构筑精致典雅、舒适高效的理想办公平台。
- 地理位置：北京市东三环北路27号
- 轨道交通	地铁10号线与6号线（2011年开通）呼家楼交汇站近在咫尺
- 公交线路	近20余条公交线路线：43，113，405，671，707，750，801，特3，特8，运通107等
- 10分钟车程	CBD，燕莎，使馆区及三里屯商業区
- 35分钟车程	首都机场，北京火车站

## 建筑指标
- 建筑高度	100 米
- 建筑层数	地上: 20 层
- 地下: 4 层
- 占地面积	12,803 平方米
- 总建筑面积	90,504 平方米
- 办公建筑面积	52,794 平方米
- 商业建筑面积	10,722 平方米
- 标准层建筑面积	1,466 平方米
- 行政层建筑面积	1,472 平方米
- 车位	373
- 抗震裂度	8 度
- 绿化率	30%

## 建筑特色

### LEED-CS 金级认证
嘉铭中心以实现人、建筑和自然环境的协调发展为己任，在设计和施工中，严格按美国绿色建筑委员会的LEED-CS 国际绿色建筑认证标准要求进行，充分运用环保材料和采用人性化设计，为客户提供高品质、低维护、健康舒适的办公环境。在项目尚未完工之际，嘉铭中心即荣获LEED环保预认证金奖。 
嘉铭中心严格按照美国绿色建筑委员会的LEED-CS 国际绿色建筑认证标准进行建造：
- 综合节能达21％
- 年节水6439 吨
- 年减少污水排放量6,439 吨
- 年减少二氧化碳排放量10%
- 使用低挥发材料, 降低污染
- 充分利用自然光照明
- 有效降低城市热导效益
- 优化能源使用

### 标准层净高3.1米
嘉铭中心办公层布局规整，完全满足各大中型企业整层办公的需求；办公空间三面采光，铺设网络地板后，净高可达3.1米。
标准层面积1,466平方米，进深11.7米，柱距8.4米；行政层层高5.4米，净高4.2米，灵活布局。
所有楼层的南北两侧预留自设VIP独立卫浴间或茶水间条件，为高管人员提供更舒适便捷的专属服务。
提供网络地板和吊顶材料，方便客户自行设计办公空间和网络布线，为企业节省入住成本。 

### 25公分双层呼吸式玻璃幕墙
嘉铭中心采用了世界最先进的内循环呼吸式双层中空玻璃幕墙，兼具节能、隔热、保温、降噪等特点。通过幕墙上端的机械通风装置，定时换气，时刻保持室内空气清新，创造了真正健康舒适的办公环境。
外墙由高级断热型材与高档中空LOW-E玻璃组成， 标准层每块玻璃约为3.7 米（高）×1.3 米（宽）； 行政层每块玻璃约为4.25米（高）×1.3 米（宽）。中空LOW-E 玻璃的使用， 除有效提高室内采光率外， 更能有效降低外传导系数， 减少楼内能源消耗，弱化城市光污染。
内墙为90 度可手动开启钢化玻璃，方便玻璃的清洗及维修。
两层玻璃间隙为换气通道，通过幕墙上端装置的机械排风机定时把室内空气由窗下排气口抽出至幕墙空隙并排出室外，降低空气污染及时刻保持室内空气清新。
两层玻璃间隙25 公分，内设0-90 度自动百叶窗帘，通过楼宇控制系统有效根据日照调节遮阳效果（租户也可根据自身需求自行调节）。
内侧铝板换气窗可90°手动开启，通过幕墙外部开孔的铝板通风换气，以达到自然通风的目的。
内循环呼吸式双层幕墙在冬季减少室外冷空气的侵入，有效保温； 在夏季减少室内冷气外泄，减少空调冷气负荷。节能降耗50%。 

### VAV变风量中央空调系统
嘉铭中心采用了当前最先进的VAV变风量中央空调系统，可根据设定温度和室内条件自动调节空调送风量，风口末端增加过滤器，确保新风清新品质，营造健康办公环境。
- 最高新风量达50立方米/小时·人
- EN779 标准过滤器确保新风清新
- 办公层内外分区，内区为单风道变风量VAVBox，外区为风机动力型变风量VAVBox+末端再热盘管；
- 商业层为四管制风机盘管+新风系统；
- 每台变风量末端箱VAVBox控制35平米租区的使用面积，每个区域可实现独立温控。
- 温湿度参数:
- 办公楼层- 夏季：24℃，相对湿度：55%；冬季：20℃，相对湿度：45%；
- 商业楼层- 夏季：25℃，相对湿度：55%；冬季：20℃，相对湿度：40%；

FASU系统是将静压箱+软风管+出风口一体化并具备以下特点：
- 保证末端各出风口风量平衡可控制在±10%内。
- 保温软风管及静压箱具有良好的消音效果，低噪音运行。
- 针对办公空间分隔布局的改变，可任意调整FASU送风口的位置，灵活性强。

### 83 米单索网幕阳光大堂
- 秉持“ 建筑与环境自然交融＂的设计理念，嘉铭中心缔造了北京写字楼中独具匠心的83 米高单索网幕阳光大堂：
- 大堂南北两侧及屋顶全玻璃构造，由单索网相连，造型简洁优雅，凸显建筑品质。
- 单索网幕玻璃总面积约3,860 平方米，高83 米、宽20 米，每块玻璃高1.8 米，宽1.5 米，选用高清晰度性能优越的超白钢化夹胶玻璃，充分利*用自然采光，提高办公舒适度。
- 大堂中央错落有致的绿植与水景喷泉相映成趣，令在此穿梭的商务人士释放工作压力、缓解疲劳。
- 位于8 层、12 层、18 层的14 米长开阔式的张弦梁结构高空连廊横贯A、B 两座，不仅延伸了人们的活动区间，更作为一道风景与大堂绿植、水景共同缔造了立体化景观视觉效果。

## 电梯系统
嘉铭中心配备21部瑞士进口迅达电梯，均采用无齿曳引机技术及VVVF 交流变频变压控制系统，使电梯运行更加平稳。3 米超高轿厢设计及智能读卡安保系统为租户提供尊贵舒适及安全的垂直运输。
每座塔楼均设置1 部VIP 行政电梯，并配备VIP 智能卡，确保企业的VIP 和高级行政人员使用的私密性和安全性。

## 通讯系统
嘉铭中心提供三大运营商通讯接入服务：

### 办公租区
每层设置3 台CP 箱，每台CP 箱具备2 条千兆4 芯光缆，75 条主电话线，1 条有线卫星接收铜缆。

### 商业租区
每层设置CP 箱（商业一层设置4 台； 商业二层设置4 台； 地下一层设置11 台），每台CP 箱标准配置4 条电话线，4 个数据点（6类线/CAT6），在弱电箱内预留1 根视频电缆，提供有线电视信号及卫星电视节目。

### 卫星通讯
嘉铭中心预留三个VAST 卫星通讯设备位置实现数据广播、图像传送、综合数据与语音通讯、移动数据通讯、计算机网络连接等综合服务。
有线电视及卫星电视：
可接收有线电视信号及亚太六号卫星电视节目。

#### 网络
楼内万兆带宽主干光纤入户，保证用户高速网络信息传输。